# ヤングマン湖
ヤングマン湖 (英語: Young Man Lake) は、アメリカ合衆国モンタナ州にある湖。グレイシャー国立公園内に含まれる。フィニッシュ山東麓の圏谷にあり、いくつかの滝が東隣のボーイ湖とヤングマン湖を繋いでいる。